# اندرو لین
 اندرو لین (انگلیسی: Andrew Lyne؛ زاده ۱۳ ژوئیهٔ ۱۹۴۲) یک دانشمند اهل بریتانیا است.